# Andrew Keller
Pour les articles homonymes, voir Keller.
Andras (Andrew) Keller (22 août 1925 - 7 février 1999) est un scientifique britannique spécialisé en polymères. Il est professeur de recherche en science des polymères au département de physique de l'université de Bristol de 1969 à 1991, puis professeur émérite.

## Biographie
Andras Keller est né à Budapest, fils unique de parents juifs. Il entre à l'Université de Budapest en 1943 et obtient son baccalauréat en chimie avec mention en 1947. Il commence ses études de doctorat dans la même université, mais ses travaux sont interrompus par la détérioration rapide de la situation politique en Hongrie en 1948. Il s'enfuit en Angleterre, laissant derrière lui une thèse de doctorat soumise mais non examinée,.
Il accepte un poste chez Imperial Chemical Industries à Manchester, en tant que responsable technique de la division Polymères, où il est chargé de déterminer comment la structure physique des polymères affecte la cristallisation. En 1955, il rejoint le département de physique de l'Université de Bristol en tant qu'assistant de recherche, sous la direction de Charles Frank, à la tête d'une équipe financée par le ministère de l'Approvisionnement (plus tard ministère de l'Aviation). Il y développe davantage ses idées sur la cristallisation et obtient son doctorat en 1958. Pendant ce temps, Keller devient citoyen naturalisé du Royaume-Uni en 1954 ou 1955.
Un élément clé de son travail à Bristol est sa découverte en 1957 du repliement des chaînes dans les cristaux de polymère. Les résultats ne sont cependant pas universellement acceptés et de nombreux débats ont lieu entre les camps opposés pendant de nombreuses années. Cela atteint son paroxysme lors d'une discussion de Faraday à Cambridge en 1979. C'est une réunion importante car « les débats se sont ensuite déplacés de la question de savoir si l'on croyait au pliage régulier de la chaîne, ou pas du tout, à la question du degré de régularité du pliage dans les conditions spécifiques de solidification d'un matériau particulier. ».
En 1972, il devient Fellow of The Royal Society et reçoit en 1984 la médaille Rumford de la Royal Society. 
Keller prend sa retraite en 1991, donnant une conférence cette année-là sur la physique des polymères à Bristol.
Keller rencontre Eva Bulhack, une Saxonne de Transylvanie originaire de Roumanie, en Angleterre. Ils se marient en 1951 et ont deux enfants : Peter et Nicola.
Andrew Keller est décédé d'une crise cardiaque le 7 février 1999 alors qu'il passait des vacances de ski en Suisse.